# Les Aventures de Jack Burton dans les griffes du Mandarin
Pour plus de détails, voir Fiche technique et Distribution.
Les Aventures de Jack Burton dans les griffes du Mandarin (Big Trouble in Little China) est un film américain réalisé par John Carpenter et sorti en 1986.
John Carpenter retrouve pour ce film l'un de ses acteurs fétiches, Kurt Russell, qui incarne ici Jack Burton. Chauffeur de poids lourds à San Francisco, ce dernier accompagne son ami Wang Chi à l'aéroport afin d'accueillir sa fiancée Miao Yin. La jeune femme est kidnappée par Lo Pan, un puissant sorcier désincarné qui pense pouvoir récupérer son enveloppe charnelle en épousant une Chinoise aux yeux verts. Jack, simple camionneur, se retrouve au cœur de Chinatown, au beau milieu d'une lutte surnaturelle entre les puissances du Bien et du Mal orientales.
Le film est un échec commercial à sa sortie, ne rapportant que 11,1 millions de dollars en Amérique du Nord, pour un budget de 25 millions de dollars. Les critiques mitigées envers le film ont déçu le réalisateur, qui s'éloigne par la suite de Hollywood et se conforte dans sa décision de devenir un cinéaste indépendant. Les Aventures de Jack Burton dans les griffes du Mandarin deviendra cependant un film culte au fil du temps, en grande partie grâce à son succès dès sa sortie en VHS et DVD.

## Synopsis
Un homme asiatique nommé Egg Shen, qui prétend n'être qu'un simple chauffeur de bus pour touristes, est interrogé par son avocat. Ce dernier veut savoir où est Jack Burton. Mais Egg Shen refuse et demande de laisser ce héros tranquille. Egg Shen révèle ensuite qu'il a des pouvoirs magiques en faisant apparaître de petits éclairs.
Quelque temps plus tôt. Chauffeur de poids lourd, Jack Burton aime philosopher sur sa C.B., boire de l'alcool et jouer aux jeux d'argents. Un soir, après quelques bières, il remporte un pari avec son ami chinois Wang Chi. Pour s'assurer qu'il respecte son paiement, Jack l'accompagne à l'aéroport de San Francisco. Wang doit récupérer sa fiancée, Miao Yin, venue de Pékin. En attendant la future femme de Wang, Jack fait la connaissance de Gracie Law, elle aussi venue chercher une amie. Cette dernière fait remarquer à Jack la présence sur les lieux d'un gang de rues sino-américain, les Seigneurs de la Mort. Ils sont venus kidnapper l'amie de Gracie Law mais prennent Miao Yin à la place.
À bord de son camion, Jack se lance à leur poursuite avec Wang. Ils se rendent ainsi à Chinatown où ils se retrouvent au cœur d'un affrontement entre les Chang Sing et les Wing Kong, deux anciennes sociétés guerrières chinoises. Mais le combat est interrompu par l'arrivée de trois êtres aux pouvoirs surnaturels, les « Trois Trombes » (The Three Storms en VO). Wang demande à Jack se fuir mais son imposant véhicule peine à sortir du quartier. Il renverse David Lo Pan, chef des trois êtres surpuissants. Durant la fuite, Jack est obligé d'abandonner son camion. Il trouve refuge dans le restaurant de l'oncle de Wang, Chu. Eddie Lee, un ami homme d'affaires de Wang, lui apprend que le gang a volé son camion. Gracie débarque également au restaurant et affirme que Miao est au White Tiger, une maison close. Sur l'insistance de Wang, Eddie et Gracie, Jack parvient à y entrer en se faisant passer pour un client. Une immense boule d'énergie verte apparait au dessus de Chinatown et provoque un important tremblements de terre. Les trois Trombes apparaissent du ciel. Jack tente d'en frapper un, qui l'envoie au tapis sans effort. L'un d'eux emmène Miao Yin sous les yeux de Jack.
Après cela, Jack se retrouve dans le bureau de Gracie avec Wang et Eddie. Gracie leur présente Margo Litzenberger, une amie journaliste. Elle explique qu'elles sont sur les traces de Lo Pan depuis des années. Pendant que Jack et Wang tentent d'infiltrer l'antre de Lo Pan, Gracie fait la connaissance d'Egg Shen. Dans le restaurant d'oncle Chu, Egg Shen explique à Gracie qui est réellement Lo Pan. Jack et Wang se font ensuite torturer par les Trombes. Un Lo Pan vieillissant en fauteuil roulant leur explique qu'il leur explique qu'il a été maudit jadis par l'empereur Qin Shi Huang. La malédiction sera annulée s'il se marie à une Chinoise aux yeux verts qu'il devra ensuite sacrifier. Eddie, Gracie et Margo se rendent également sur place et sont capturés par les hommes de Lo Pan. Jack et Wang parviennent à s'échapper et retrouve Eddie. Ils retrouvent Margo, prisonnière aux côtés de nombreuses femmes. Mais aucune traces de Gracie ni de Miao Yin. Après avoir retrouvé Gracie, ils tentent de rejoindre l'oncle Chu, qui attend dehors avec le bus d'Egg Shen à bord duquel ils prennent la fuite. Jack et Wang s'aperçoivent cependant que Gracie est restée sur place. L'avocate tombe ensuite sur Miao Yin, toujours retenue par Lo Pan.
Accompagnés d'Egg Shen et des hommes du Chang Sing, Jack et Wang retournent chez Lo Pan chercher Miao Yin et Gracie. Egg verse au groupe une potion puissante. Ils parviennent à interrompre le mariage de Lo Pan avec les deux femmes aux yeux verts et déclenchent une bataille. Wang tue l'un des Trombes dans un duel à l'épée, tandis que Jack et Gracie poursuivent Lo Pan, qui a retrouvé sa forme corporelle en consommant quelques gouttes de sang de Miao Yin. Alors que Lo Pan tente de tuer Jack avec un couteau de lancer, le camionneur l'attrape et le tue d'un coup à la tête.
Le dernier Trombe est cependant encore vivant. Jack, Wang, Gracie et Miao Yin se retrouvent coincés alors que la base s'effondre. Egg les sauve avec une corde et tue le 3e Trombe. Après avoir trouvé son camion, Jack emmène tous ses amis alors que les gardes de Lo Pan leur tirent dessus. Le groupe fait la fête au restaurant. Wang et Miao Yin se préparent à se marier alors qu'Eddie est en couple avec Margo. Son vieil ennemi étant vaincu, Egg annonce prendre des vacances attendues depuis longtemps. Alors que Gracie propose de rejoindre Jack, ce dernier repart seul sur les routes. À son insu, l'une des créatures de Lo Pan a survécu et s'est cachée dans son camion.

## Fiche technique
Sauf indication contraire, les informations mentionnées dans cette section peuvent être confirmées par la base de données cinématographiques IMDb,  présente dans la section « Liens externes ».
- Titre francophone : Les Aventures de Jack Burton dans les griffes du Mandarin
- Titre original complet : John Carpenter's Big trouble in Little China[1]
- Réalisation : John Carpenter
- Scénario : Gary Goldman et David Z. Weinstein, adapté par W. D. Richter
- Musique : John Carpenter et Alan Howarth
- Photographie : Dean Cundey et Steven Poster (seconde équipe)
- Montage : Steve Mirkovich, Mark Warner et Edward A. Warschilka
- Décors : John J. Lloyd
- Costumes : April Ferry
- Direction artistique : David Jonas (illustrateur de production)
- Production : Larry J. Franco, Keith Barish et Paul Monash (en)
- Sociétés de production : 20th Century Fox et TAFT Entertainment Pictures
- Distribution : 20th Century Fox
- Budget : 25 millions de dollars
- Pays de production :  États-Unis
- Langues originales : anglais, cantonais
- Format : Couleurs (DeLuxe) - 2,35:1 - Dolby - 35 mm
- Genre : action, aventure, comédie et fantastique
- Durée : 99 minutes
- Dates de sortie[1] :
  - États-Unis : 2 juillet 1986
  - France : 3 septembre 1986

## Distribution
- Kurt Russell (VF : Michel Vigné) : Jack Burton
- Kim Cattrall (VF : Sylvie Feit) : Gracie Law
- Dennis Dun (VF : Luq Hamet) : Wang Chi
- James Hong (VF : Raymond Gérôme) : David Lo Pan
- Victor Wong (VF : Roger Lumont) : Egg Shen
- Kate Burton (VF : Béatrice Delfe) : Margo Litzenberger
- Donald Li (VF : José Luccioni) : Eddie Lee
- Carter Wong (en) (VF : Gérard Dessalles) : Thunder
- Peter Kwong (de) (VF : Bernard Tixier) : Rain
- James Pax (en) : Lightning
- Suzee Pai (en) : Miao Yin
- Chao Li Chi (en) (VF : Yves Barsacq) : l'oncle Chu
- Jeff Imada : Needles
- Jerry Hardin (VF : Michel Paulin) : l'avocat d'Egg Shen
- Diana Tanaka : la gardienne du Wing Kong
- Gerald Okamura : un homme du Wing Kong
- Cary-Hiroyuki Tagawa : un homme du Wing Kong

## Production

### Genèse et développement
La première version du scénario est signée par les « novices » Gary Goldman et David Z. Weinstein. Gary Goldman avoue avoir été inspiré par une vague de films d'arts martiaux avec « toutes sortes d'actions étranges et d'effets spéciaux, tournés dans ce contexte de mysticisme oriental et de sensibilités modernes ». Leur scénario initial est un western se déroulant dans les années 1880. L'intrigue voit Jack Burton en cowboy. Ils envisagent un film dans le style « Weird West (en) » avec des éléments fantastiques et folkloriques chinois. Ils présentent leur script aux producteurs Paul Monash et Keith Barish à l'été 1982. Paul Monash l'achète mais demande des réécritures. Gary Goldman rejette les demandes de la 20th Century Fox qui veut des changements majeures en transposant l'intrigue dans le présent. Le studio finit par exclure les deux scénaristes du projet.
W. D. Richter, script doctor « vétéran » et réalisateur des Aventures de Buckaroo Banzaï à travers la 8e dimension, est alors chargé de retravailler en profondeur le script. Selon lui, le western ne fonctionne pas avec les éléments de fantastique. Il modernise alors toute l'intrigue. Il ne conserve que très peu d'éléments, hormis l'histoire de Lo Pan. Il déclare à propos de son travail : « Ce dont il avait besoin n'était pas une réécriture mais une refonte complète. C'était un scénario épouvantable. Cela se produit souvent lorsque les scripts sont achetés et qu'il n'y a aucune intention que les auteurs originaux restent sur le projet ».
La Fox ne souhaite initialement pas créditer Gary Goldman et David Z. Weinstein au générique et retire leurs noms des dossiers de presse. Seul W. D. Richter est crédité. En mars 1986, la Writers Guild of America statue que la mention « written by » (« écrit par ») doit revenir à Gary Goldman et David Z. Weinstein, selon les règles en vigueur,. W. D. Richter reçoit donc la mention « adaptation by » (« adaptation par »). John Carpenter avouera être déçu que W. D. Richter ne soit pas crédité comme scénariste après son importante contribution.
La production est accélérée car la Fox veut que son film sorte avant Golden Child : L'Enfant sacré du Tibet, un film produit par Paramount Pictures avec quelques similitudes scénaristiques.
Avec ce film, John Carpenter rend hommage à Tsui Hark et notamment à son film culte Zu, les guerriers de la montagne magique (1983).

### Attribution des rôles
John Carpenter avait déjà dirigé Kurt Russell dans Le Roman d'Elvis (1979), New York 1997 (1981) et The Thing (1982). L'acteur refuse le premier rôle de Highlander pour y participer. Le studio voulait initialement Jack Nicholson et Clint Eastwood, qui n'étaient pas disponibles. Jeff Bridges aurait également été envisagé.
Pour le rôle de Gracie Law, le studio pousse John Carpenter à engager une célébrité de la musique, alors que le cinéaste ne veut que Kim Cattrall.
Jackie Chan était le premier choix de John Carpenter pour le rôle de Wang Chi, mais le producteur Lawrence Gordon n'est pas convaincu, trouvant que son accent anglais n'est pas assez bon. Comme l'acteur refuse, le rôle revient à Dennis Dun, que John Carpenter avait apprécié dans L'Année du dragon,.

### Tournage
Le tournage se déroule d'octobre 1985 à janvier 1986 à Marin Headlands et San Francisco.
La production du film est compliquée pour John Carpenter qui subit de nombreuses interférences du studio et du producteur Lawrence Gordon. Ce sera donc son dernier film pour un studio majeur durant les années 1980.

### Musique
Albums de John Carpenter
Christine
(1983) Prince des ténèbres
(1987)
John Carpenter collabore à nouveau avec Alan Howarth pour la bande originale de son film. La chanson finale est écrite et interprétée par le groupe The Coupe De Ville, un groupe composé de John Carpenter, Nick Castle et Tommy Lee Wallace. Un premier album en vinyle sort chez Enigma Records en 1986, avec neuf titres et une durée de 43 minutes. Cette version sera rééditée en CD en 1992. En 1996, Supercollector en édite une nouvelle version.
En 2009, La-La Land Records réédite cette bande originale en un double album remastérisé.
Liste des titres - édition de 1996
1. Big Trouble in Little China - 3:13 (interprété par the Coupe De Villes)
2. Pork Chop Express - 3:40
3. The Alley - 2:00
4. Here Come the Storms - 2:20
5. Lo Pan's Domain - 4:30
6. Escape from Wing Kong - 8:00
7. Into the Spirit Path - 7:07
8. The Great Arcade - 10:00
9. The Final Escape - 4:47
10. Big Trouble in Little China (Reprise) - 3:08 (interprété par the Coupe De Villes)

## Accueil
Le film est un échec commercial en salles (mais connaît ensuite un grand succès en vidéo[réf. nécessaire]). Il ne récolte que 11 100 000 $ au box-office américain pour un budget estimé entre 19 et 25 millions de dollars. En France, il enregistre 766 894 entrées.
Cet échec s'explique en partie par le fait que le film soit sorti en plein milieu du battage médiatique autour de la superproduction Aliens, le retour de James Cameron, sortie 16 jours plus tard. Dans le commentaire du DVD du film, John Carpenter et Kurt Russell discutent de cette raison, parmi d'autres, pour expliquer les recettes décevantes du film au box-office[réf. nécessaire].
Après ce nouvel échec commercial, John Carpenter enchainera principalement avec des films indépendants à petits budgets : Prince des ténèbres (Prince of Darkness) et Invasion Los Angeles (They Live).

## Distinction
Le film est nommé aux Saturn Awards 1987, décernés par l'Académie des films de science-fiction, fantastique et horreur, dans la catégorie de la meilleure musique.

## Projet deremake/suite
En juin 2015, The Wrap rapporte que Dwayne Johnson développe un remake dans lequel il devrait reprendre le rôle de Jack Burton et qu'il le produira via sa société Seven Bucks Productions. Ashley Miller et Zack Stentz sont engagés comme scénaristes. Dans Entertainment Weekly, Dwayne Johnson exprime son envie d'avoir John Carpenter sur le projet. Le cinéaste déclare peu après « C'est très tôt dans le processus. Je n'ai parlé à Dwayne Johnson de rien de tout cela ... Je suis ambivalent à propos d'un remake ».
En 2018, Hiram Garcia — président de Seven Bucks Productions — explique qu'il s'agira plutôt d'une suite dans la continuité du premier film et qu'il n'y a aucune volonté de remplacer Kurt Russell.
En 2019, le scénariste Zack Stentz explique en interview que son scénario était pour un remake et qu'il n'avait pas été contacté au sujet du nouveau concept du film. Il ajoute ne pas être au courant de la commande de nouveaux scénarios mais que l'acquisition de 21st Century Fox par Disney allait freiner le projet.